# اللغة السيليزية
اللغة السيليزية هي لغة سلافية منتشرة بشكل كبير في بولندا بمحافظتي سيليزيا وأوبول، كما تتحدث بها بعض المناطق في التشيك وألمانيا ، ويبلغ عـدد الناطقين الأصليين بها حوالي 510000 في 2011  بإجمالي عدد ناطقين يبلغ 1250000 ناطق.

## اقرأ أيضاً
- لغات ليختية